# أوكييو-إه

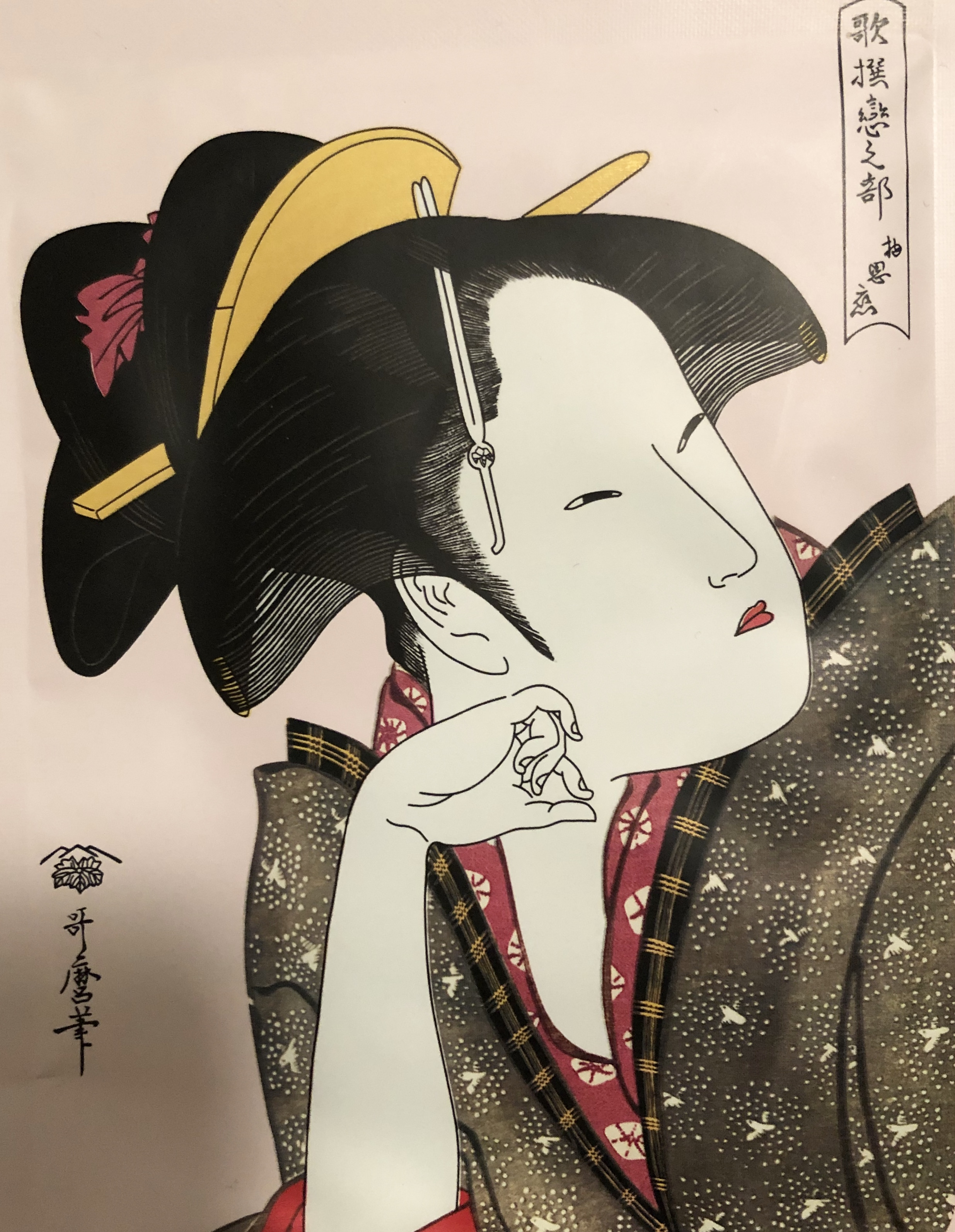
أوكييوه-إه لكيتاغاوا أوتامارو

أوكييو-إه (باليابانية: 浮世絵) هي حركة فنية تصويرية يابانية ظهرت في بداية القرن السابع عشر للميلاد (الـ17 م)، تقوم على الرسم (الطباعة برسوم بارزة)، يتم نحت الرسومات على ألواح خشبية أولا ثم تطبع على الورق.
كلمة «أوكي-يو إه» تعني صورة العالم العائم، في إشارة إلى الطبيعة المتقلبة، الظاهرية والمؤقتة للأشياء في العالم الدنيوي. عرف هذا الفن عهدا ذهبيا في «فترة إيدو» (1603-1868 م)، قام الحرفيون بتكييف تقنيات الرسم المعروفة، للإنتاج مجموعات كبيرة من الصور ذات تكلفة قليلة، موجهة أساسا للباعة والتجار.

## التقنية

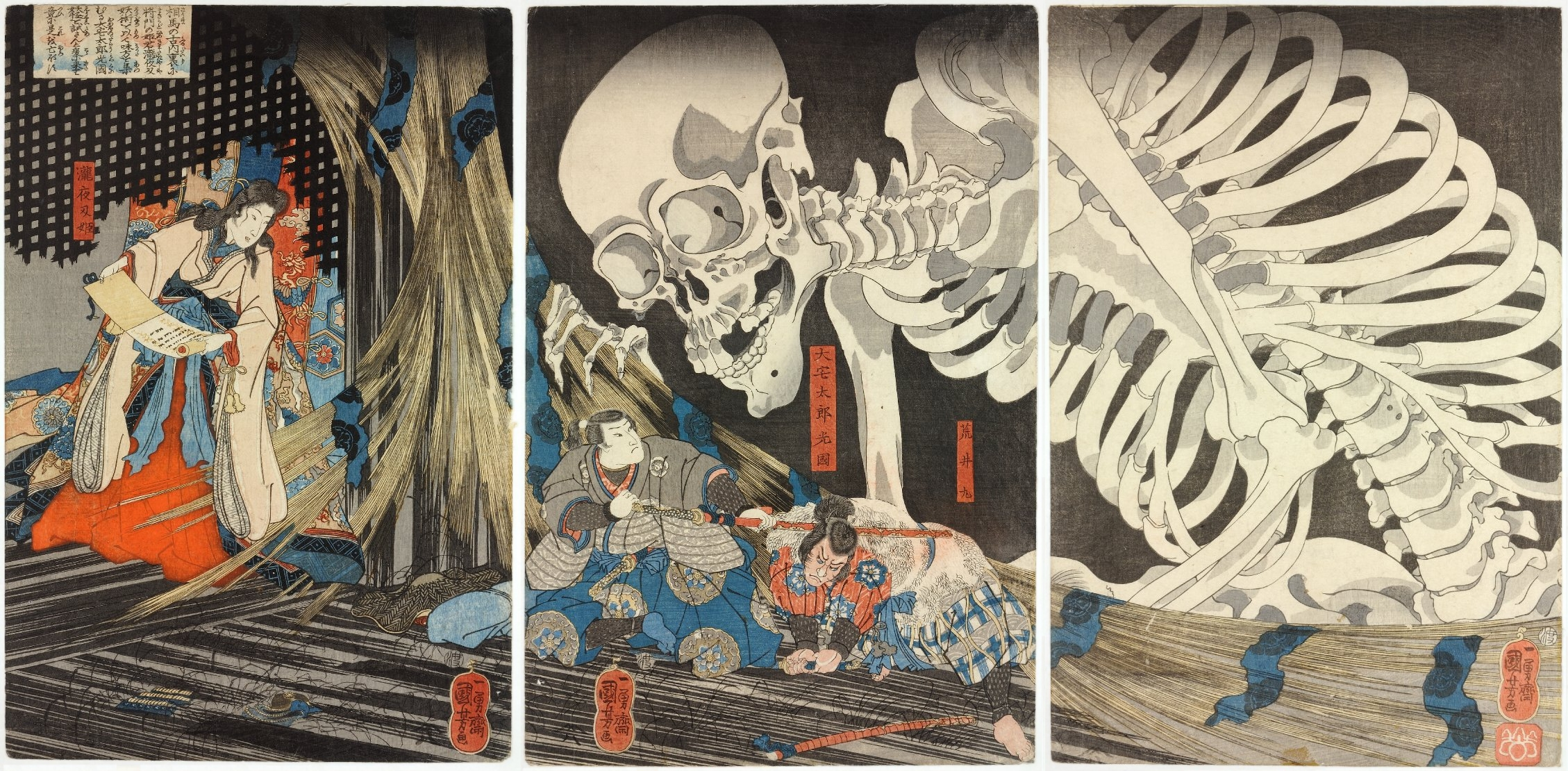
تاكياشا الساحرة وشبح الهيكل العظمي للفنان أوتاغاوا كونيوشي. متحف فكتوريا وألبرت في لندن المملكة المتحدة.

يقوم فنانون برسم لوحاتهم على أوراق شفافة، يتم رسمها مرة أخرى على ألواح من خشب أشجار الكرز (ساكورا)، ثم يتولى نحتها بطريقة بارزة على الخشب حرفيون مهرة، ليتم أخيرا طبعها على الورق. يرجع تسمية هذه الفن بالعالم العائم إلى طبيعة المواضيع الذي كانت تعالجها اللوحات الأولى، والتي كانت في معظمها مشاهد من الحياة اليومية الدنيوية. إلى جانب الرسومات التقليدية قام الحرفيون بطبع العديد من جداول التقويمات، بطاقات الأماني، كتب مصورة وأخرى للتسلية، أدلة للرحلات بالإضافة إلى إعلانات لمسارح الكابوكي، بيوتالدعارة، بيوت الشاي، والمطاعم وغيرها من الأماكن التي كان يرتادها أهل مدينة «إيدو».

## أصول الفن
عرف الحرفيون اليابانيون استعمال فن الرشم (الطباعة برسوم بارزة) منذ القدم، اقتصرت مزاولة هذا النشاط على الأديرة البوذية، وتوجب الانتظار حتى منتصف القرن الـ17 م، حتى تظهر أولى الرواشم (الصور التي يتم طباعتها عن طريق الرشم) ذات الطبيعة الدنيوية (غير دينية). كان للرسام والمصور «هيشيكاوا مورونوبو»، والذي ابتكر أولى الرواشم الملونة، الدور الكبير في التشهير بهذا الفن. قام «هيشيكاوا» بتكييف طرق الرسم التقليدية مع فن النحت على الخشب، واستطاع أن يطبع العديد من الكتب المصورة، المطويات ورسومات لمناظر طبيعية وغيرها. استمر العمل بهذا الأسلوب حتى العشرية الأولى من القرن الـ18 م.

## الطباعة متعددة الألوان
تم التحول من الطباعة الأحادية اللون إلى الطباعة متعددة الألوان منذ 1760 م، وفتحت هذه التقنية آفاقا جديدة. قام «سوزوكي هارونوبو» وهو مخترع الطريقة، بوضع حزازات ودعائم صغيرة حتى يثبت الأوراق في مكانها ويمنع طبعات الألوان المختلفة من التزحزح. بدأ مع هذه التقنية الجديدة العهد الذهبي لفن الـ«أوكييو-إه».
حاول الحرفيون بعد «هارونوبو» استخدام تقنيات جديدة فاتخذوا خلفيات من الميكا اللامع (نوع من الصخور يأتي على شكل صفائح) واستعملوا أوراق ذات حبيبات خاصة، كانت بعض رسوماتهم كبيرة الحجم وتحتل مساحة ورقتين أو أكثر. عرفت هذه الموجة من الرسومات نجاحا كبيرا. بعد الموجة التقليدية والتي ميزها تصوير المناظر الطبيعة وبروز «توريئي كييوناغا» ولوحاته عن النساء، تميزت أعمال كل من «كيتاغاوا أوتامارو» ثم «توشوسائي شاكارو» والتي جاءت بعد 1780 م، ببعدها النفساني.
مع بداية القرن الـ19 م، بدأ فن الرشم في الاضمحلال، تدهورت جودة الرسومات، وكان ذلك من عواقب الشعبية الكبيرة التي حظي بها هذا الفن، فقد ازداد جمهوره، وزاد الطلب على هذه المطبوعات، وكانت الأوساط الشعبية أقل إلحاحا وتركيزا على جودة هذه الأعمال. بقيت «أوساكا»، والتي كانت تنافس «إيدو» في هذه الصناعة، المعقل الأخير لفن الرشم الأصيل، واستطاع حرفيوها الحفاظ على جودة الرواشم.

## المرحلة الثانية
دخل الفن مرحلة ركود دامت حتى حوالي 1820 م، ثم تحول الاهتمام في بداية العشرينيات إلى المناظر الطبيعية مرة أخرى، وبرز اسمي «كاتسوشيكا هوكوسائي» و«أوتاغاوا هيروشيغه» كاثنين من أكبر أستاذة هذا التوجه، قاما بإنجاز أعمال كبيرة، على غرار «المشاهد الستة والثلاثين لجبل فوجي» (Fugaku sanjurokkei، 1823 م)، وعرفت هذه شعبية كبيرة.
ظلت مدرسة الـ«أوكييو-إه» مزدهرة حتى نهاية القرن التاسع عشر، ثم أخذت تتلاشى مع بداية إصلاحات «فترة مييجي». أثرت هذه المدرسة في فنانين كبار من المدرسة الغربية (فان غوخ، مونيه، مانيه، دوغا، رونوار وغيرهم)، وكانت سببا في ظهور حركة فنية جديدة انتشرت في فرنسا (Japonisme).
مصطلحات مفيدة:
- رشم: هو الطباعة بالأحرف أو الرسوم البارزة.
- روشم، جمعها رواشم: هي اللوحات ذات الأحرف أو الرسومات البارزة التي تستعمل لطباعة الرسومات، ويطلق اللفظ أيضا على الرسومات أو الصور التي يتم طباعتها عن طريق الرشم.

## معرض صور

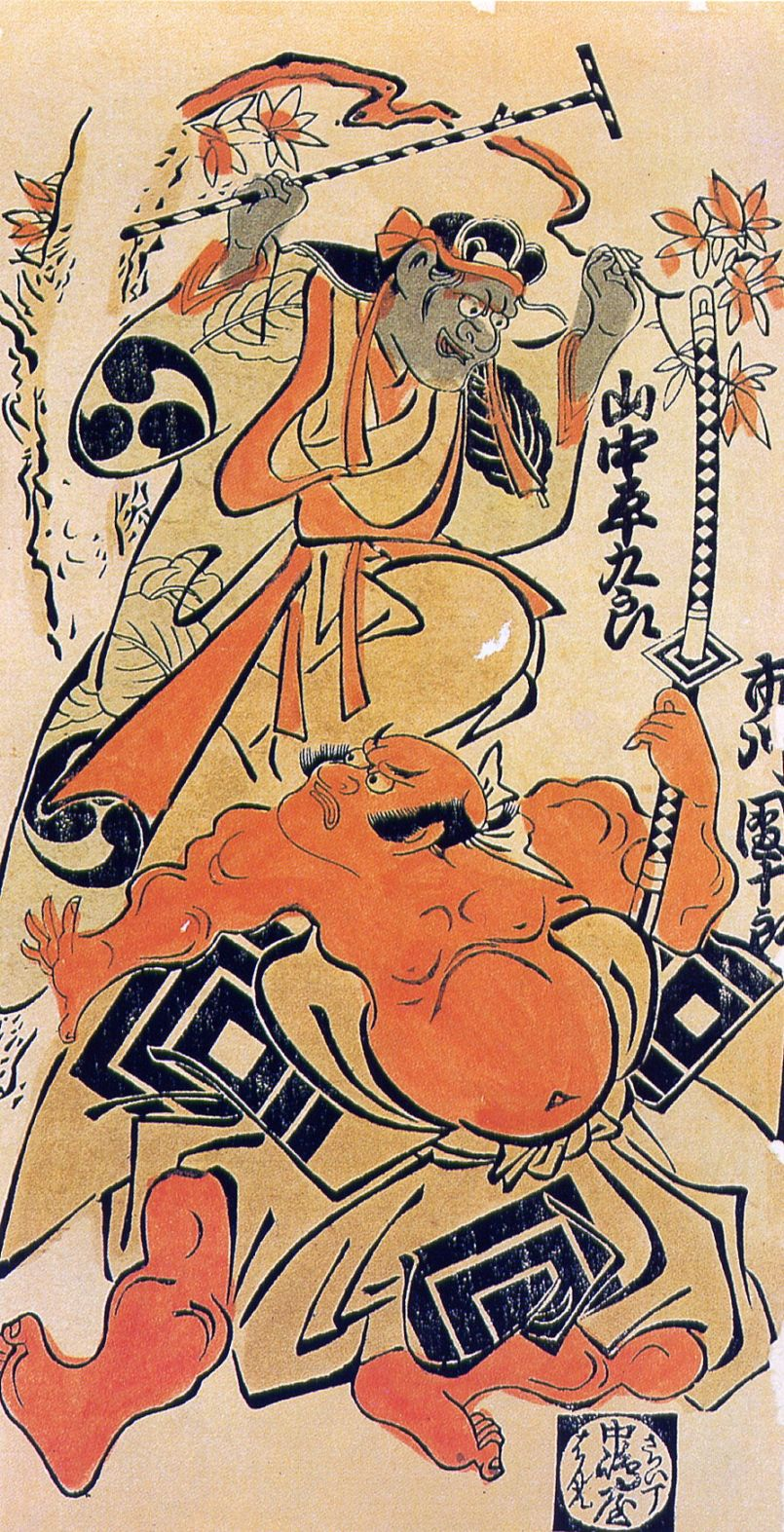
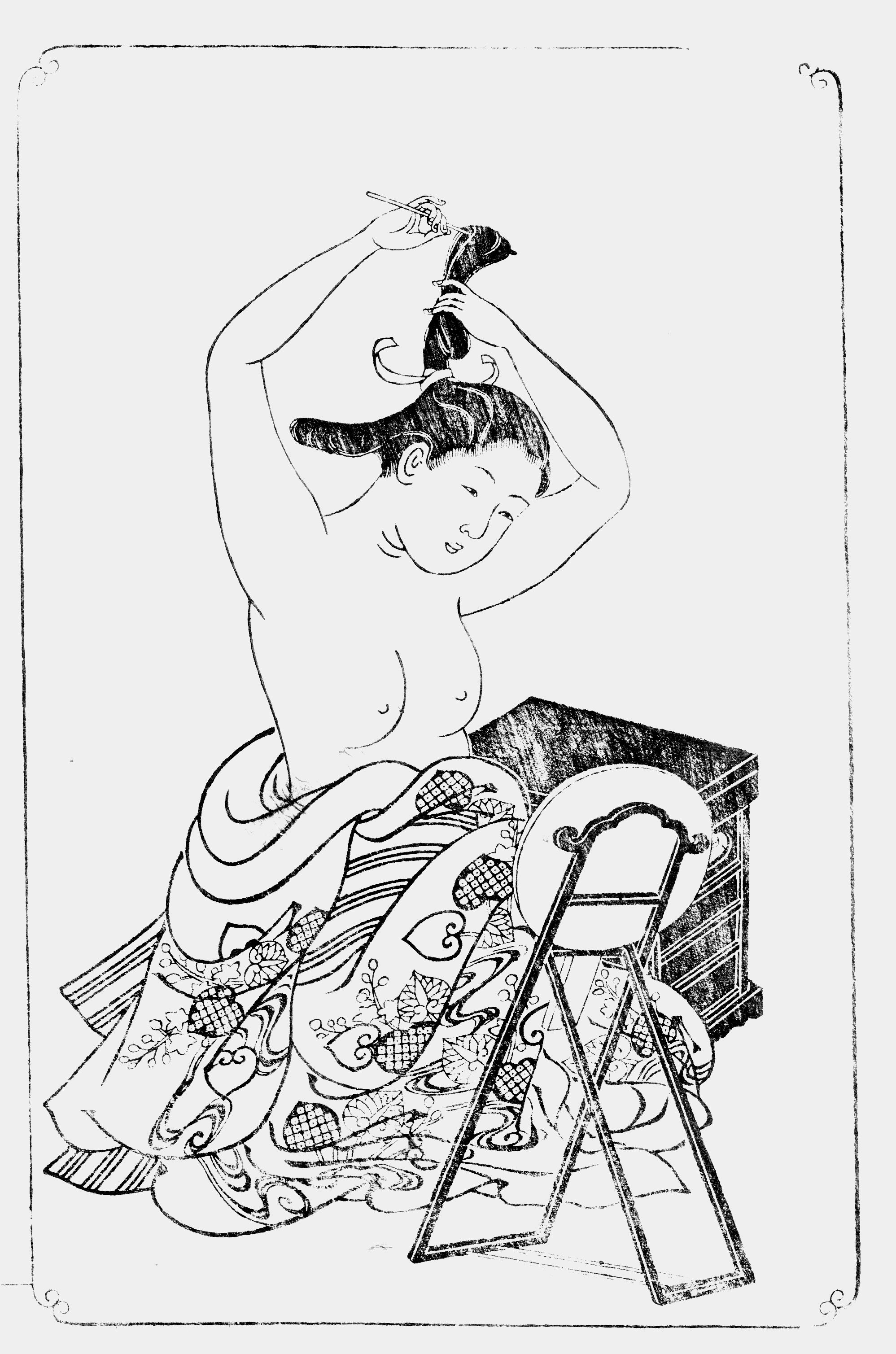
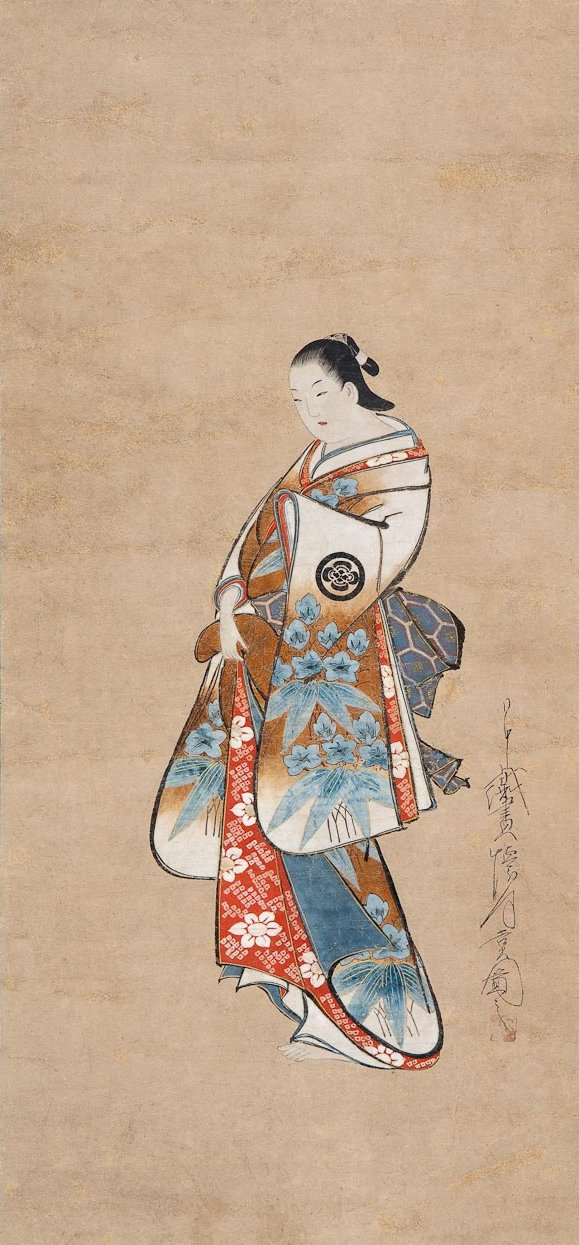
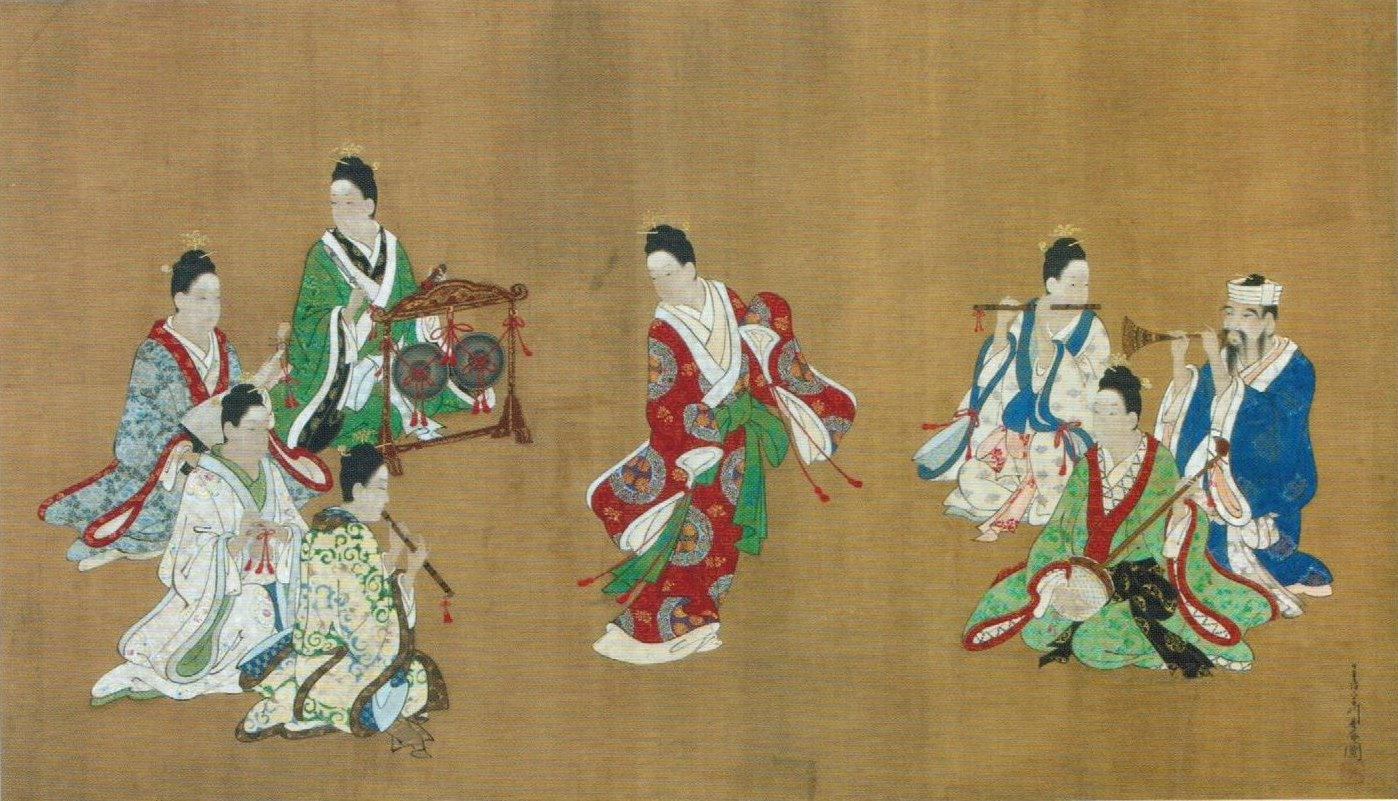